# Carlos López Sosa
Carlos López Sosa (Lajas, 23 giugno 1990) è un cestista portoricano.

## Carriera
Con Porto Rico ha disputato i Campionati americani del 2017.